# 抗原不連続変異
抗原不連続変異（英: antigenic shift、抗原シフト）とは2つ以上の異なるウイルス株あるいはウイルスに由来する表面抗原が組み合わさり、新しいサブタイプのウイルスが形成される一連の過程であり、インフルエンザウイルスにおいてよく認められる。抗原不連続変異という用語は特にインフルエンザに関する文献において用いられ、最も知られた事例である（他の例としてヒツジのビスナウイルスが挙げられる）。

## 概要
抗原不連続変異は表現型の変化を伴う遺伝子再集合あるいはウイルシフトの特殊な事例である。ウイルス学における海洋生態系(en:Marine_ecosystem)はあまり研究されていないが、高いウイルス密度（海水1mlに5千万以上）や高い細胞溶解率（平均20%）から海洋にウイルスでは抗原不連続変異や遺伝子再集合の比率は非常に高いことが推測される 。これは真核生物が地上に出現する以前から原核生物とウイルスが共進化をしていたことを示す証拠である。
抗原不連続変異は抗原連続変異と対比される。抗原連続変異はインフルエンザウイルスや他のウイルスで認められる突然変異であり、時間の経過とともに免疫反応の消失やワクチンの不適合が生じる。抗原連続変異はA型インフルエンザウイルス、B型インフルエンザウイルス、C型インフルエンザウイルスのいずれにも認められる。抗原不連続変異はインフルエンザウイルスAでしか起こらない。なぜならインフルエンザウイルスAのみがヒト以外に感染するからである。 他の哺乳類や鳥類を含む動物を宿主とすることは、A型インフルエンザウイルスが表面抗原の変化をする機会を大きく増やすものである。B型インフルエンザウイルス、C型インフルエンザウイルスでは基本的にヒトにのみ感染し、劇的な変化の機会に乏しい。
抗原不連続変異は他のウイルスが新しいニッチに入り込む経路として重要であり、新しいウイルス性病原体の出現の要因として見落とすことができない。抗原不連続変異は霊長類のウイルスにおいても発生する可能性があり、HIVのようなヒトに感染する新しいウイルス種の出現の要因となると考えられている。
インフルエンザウイルスの株は表面抗原であるヘマグルチニンとノイラミニダーゼ(en:neuraminidase)（ウイルス・ノイラミニダーゼ）の型により呼称を与えられる。例えば、3型のヘマグルチニンと2型のノイラミニダーゼではH3N2と呼ばれる。2つの異なる株のインフルエンザウイルスが同時に同じ細胞に感染した時、カプシドとエンベロープは取り除かれてRNAが露出し、mRNAへと転写される。宿主の細胞では抗原の混合により新たなウイルスが形成される。例えば、H3N2とH5N1ではH5N2が形成されることがある。ヒトの免疫系ではこの新たなウイルスを認識することは困難であるため、新しいインフルエンザウイルス株は非常に危険なウイルスとなり得る。1957年のアジアかぜ(en:Asian Flu)、1968年の香港かぜ(en:Hong Kong Flu)、1976年の豚インフルエンザ(en:Swine Flu)の流行は抗原不連続変異が原因となり発生した。最近まで1918年に発生し、4千万-1億人に死者を出したスペインかぜは抗原不連続変異を原因とする株によるものと信じられていたが、最近の研究ではトリのインフルエンザウイルス株の抗原連続変異によりヒトに対して効果的に感染できるようになったために発生したものであることが示唆されている 。トリのインフルエンザウイルスとヒトのインフルエンザウイルスとの抗原不連続変異がますます危惧されている。この抗原不連続変異は高病原性のウイルスを形成する可能性がある。

## 動物からヒトへのインフルエンザウイルスの伝播における役割
A型インフルエンザウイルスはアヒル、ニワトリ、ブタ、クジラ、ウマ、アザラシを含む多くの動物から見つかっている。
野生の鳥類から発見されたA型インフルエンザウイルスではヘマグルチニンは16の異なる亜型が、ノイラミニダーゼは9の異なる亜型が認められている。野生の鳥類は全てのA型インフルエンザウイルスの亜型レゼルボアであり、他の動物への伝播の源と考えられている。多くのインフルエンザウイルスは鳥類に対しては無症状あるいは軽度の症状しか引き起こさないが、鳥類への症状の程度はウイルス株により大きく異なる。感染するA型インフルエンザウイルスによっては（例えばH5あるいはH7の株）、野生の鳥類および家禽であるにニワトリやシチメンチョウに広範な症状や死を招く。
ブタはヒトのインフルエンザウイルスと鳥類のインフルエンザウイルスに加えてブタのインフルエンザウイルスに対する感受性を有する。感染したブタの症状は咳、発熱、鼻水などヒトの症状と類似する。ブタは鳥類、ヒト、ブタのインフルエンザウイルスに感受性を有することから、異なる株（例えば、アヒルとヒト）のインフルエンザウイルスに同時に感染する可能性がある。同時に異なる株が感染した場合には、両者の遺伝子の混合により新たなウイルスが生み出される可能性がある。
例えば、ヒトのインフルエンザウイルスと鳥類のインフルエンザウイルスが同時にブタに感染し、抗原不連続変異によって大部分がヒトのインフルエンザウイルス由来の遺伝子を有し、ヘマグルチニンあるいはノイラミニダーゼは鳥類のインフルエンザウイルスに由来した場合には、この新しいインフルエンザウイルスは感染したヒトから別のヒトへ伝播することが可能であるが、表面抗原（ヘマグルチニンあるいはノイラミニダーゼ）は以前にヒトへと感染したインフルエンザウイルスと異なるため、多くのヒトで免疫系が機能しないあるいはわずかしか機能を示さない。この新たなウイルスは容易にヒトからヒトへと伝播し、インフルエンザのパンデミックを引き起こす可能性がある。